# ОРК Шамот 65
Омладински рукометни клуб Шамот 65 је српски рукометни клуб из Аранђеловца. Тренутно се такмичи у Супер рукометној лиги Србије.

## Историја
Клуб је основан 1965. године. У сезони 2014/15. освојио је прво место у регионалној групи „Запад“ Прве лиге Србије и тако обезбедио пласман у Супер Б рукометну лигу Србије. Сезону 2015/16. у Супер Б лиги завршио је на другом месту, а овај резултат донео му је пласман у највиши ранг, Супер рукометну лигу Србије.